# Командування глобальних ударів Повітряних сил США
Командування глобальних ударів Повітряних сил США (англ. Air Force Global Strike Command, AFGSC) — одне з 10 головних командувань Повітряних сил США, основним призначенням якого є розвиток та підтримка сил ядерного стримування визначеного виду ЗС у повній бойовій готовності. Командування дислокується на військово-повітряній базі Барксдейл у штаті Луїзіана та підпорядковується Стратегічному командуванню країни.
Вважається прямим правонаступником Стратегічного командування Повітряних сил США, що існувало з 1946 до 1992 року та успадкувало його спадкоємність, історію й бойові заслуги.